# Linha E do Metro de Buenos Aires
A Linha E é uma das seis linhas do Metro de Buenos Aires. Seu percurso vai da estação Retiro até a estação Plaza de los Virreyes, no bairro de Flores. Foi inaugurada em 20 de junho de 1944, tornando-se a quinta linha da rede a prestar serviços ao público, e a primeira a fazê-lo completamente ao sul da Avenida Rivadavia, na periferia da cidade.
A linha percorre principalmente as avenidas Leandro N. Alem, Diagonal Sur, San Juan, Directorio, e a rodovia 25 de Mayo. Tem uma extensão de 11,9 km, e um total de 18 estações. Em 2018, transportou cerca de 94.000 passageiros por dia útil.
Utiliza a coleta de energia elétrica por catenária aérea flexível, tal como as linhas A, C, D e H.

## Estações
| Nome                  | Inauguração            | Bairro                       | Integração |
| --------------------- | ---------------------- | ---------------------------- | ---------- |
| Retiro                | 3 de junho de 2019     | Retiro                       |            |
| Catalinas             | 3 de junho de 2019     | Retiro                       |            |
| Correo Central        | 3 de junho de 2019     | San Nicolás                  |            |
| Bolívar               | 24 de abril de 1966    | Monserrat                    |            |
| Belgrano              | 24 de abril de 1966    | Monserrat                    |            |
| Independencia         | 24 de abril de 1966    | Constitución y Monserrat     |            |
| San José              | 24 de abril de 1966    | Constitución                 |            |
| Entre Ríos            | 20 de junho de 1944    | San Cristóbal e Constitución |            |
| Pichincha             | 20 de junho de 1944    | San Cristóbal                |            |
| Jujuy                 | 20 de junho de 1944    | San Cristóbal                |            |
| General Urquiza       | 20 de junho de 1944    | San Cristóbal                |            |
| Boedo                 | 9 de julho de 1960     | Boedo                        |            |
| Avenida La Plata      | 24 de abril de 1966    | Boedo                        |            |
| José María Moreno     | 23 de julho de 1973    | Caballito                    |            |
| Emilio Mitre          | 7 de outubro de 1985   | Parque Chacabuco             |            |
| Medalla Milagrosa     | 27 de novembro de 1985 | Parque Chacabuco             |            |
| Varela                | 31 de outubro de 1985  | Flores                       |            |
| Plaza de los Virreyes | 8 de maio de 1986      | Flores                       |            |